# Магаджеран (Марказі)
Магаджеран (перс. مهاجران) — місто в Ірані, у дегестані Поль-е Доаб, у бахші Заліян, шагрестані Шазанд остану Марказі. За даними перепису 2006 року, його населення становило 11109 осіб, що проживали у складі 2894 сімей.

## Клімат
Середня річна температура становить 11,78 °C, середня максимальна – 30,59 °C, а середня мінімальна – -9,09 °C. Середня річна кількість опадів – 278 мм.
| Клімат поселення                              | Клімат поселення | Клімат поселення | Клімат поселення | Клімат поселення | Клімат поселення | Клімат поселення | Клімат поселення | Клімат поселення | Клімат поселення | Клімат поселення | Клімат поселення | Клімат поселення | Клімат поселення |
| Показник                                      | Січ.             | Лют.             | Бер.             | Квіт.            | Трав.            | Черв.            | Лип.             | Серп.            | Вер.             | Жовт.            | Лист.            | Груд.            |                  |
| Середній максимум, °C                         | 6,68             | 8,14             | 11,89            | 17,97            | 23,13            | 28,83            | 30,59            | 30,43            | 25,65            | 19,66            | 12,64            | 7,32             |                  |
| Середня температура, °C                       | −1,21            | 0,25             | 4,02             | 10,11            | 15,25            | 20,96            | 24,87            | 24,71            | 19,94            | 13,94            | 6,94             | 1,62             |                  |
| Середній мінімум, °C                          | −9,09            | −7,62            | −3,86            | 2,23             | 7,38             | 13,08            | 19,18            | 19,01            | 14,22            | 8,23             | 1,23             | −4,1             |                  |
| Норма опадів, мм                              | 42               | 39               | 50               | 36               | 31               | 5                | 1                | 1                | 0                | 8                | 26               | 39               |                  |
| Середньомісячна швидкість вітру, м/с          | 1.92             | 2.56             | 3.08             | 3.10             | 2.64             | 2.49             | 2.50             | 2.24             | 2.21             | 2.11             | 1.71             | 2.05             |                  |
| Середньомісячна сонячна радіація, кДж/м²·день | 9123             | 12332            | 15010            | 18361            | 22362            | 27084            | 26034            | 24218            | 21298            | 15773            | 11008            | 8917             |                  |
| --------------------------------------------- | ---------------- | ---------------- | ---------------- | ---------------- | ---------------- | ---------------- | ---------------- | ---------------- | ---------------- | ---------------- | ---------------- | ---------------- | ---------------- |
| Джерело:                                      |                  |                  |                  |                  |                  |                  |                  |                  |                  |                  |                  |                  |                  |